# Districte d'Elgandal
El districte d'Elgandal fou un antic districte de la divisió de Warangal, a l'Estat de Hyderabad, avui a Andhra Pradesh. La superfície era de 15276 km² i la població de 939.539 habitants el 1881, d'1.094.601 el 1891 i d'1.035.582 el 1901, repartits en 1.523 pobles. Les principals ciutats eren Jagtial, Koratla, Manthani, Karimnagar (capital) i Vemalwada. Estava format per 9 talukes (Karimnagar, Lakhsetipet, Chinnur, Sultanabad, Mahadeopur, Jamikunta, Siddipet, Sirsilla i Jagtial) i diversos jagirs amb 3375 km²): El 1905 se li va afegir la taluka de Parkal (abans part del districte de Warangal) i les de Chinnur i Lakhsetipet es van transferir al districte d'Adilabad, i la de Siddipet al districte de Medak. El nou districte que va sorgir va agafar el nom de la seva capital Karimnagar (districte de Karimnagar) amb quatre subdivisions cadascuna dividida en talukes:
- Primera Subdivisió (sota un talukadr segon)
  - Jamikunta
  - Parkal
- Segona Subdivisió (sota un talukadr segon)
  - Sultanabad
  - Mahadeopur
- Tercera subdivisió (sota un talukadr tercer)
  - Sirsilla
  - Jagtial
- Quarta subdivisió (sota un talukadr tercer)
  - Karimnagar

El talukdar primer exercia la supervisió sobre tots els talukdars. Cada taluka estava governada per un tahsildar.

## Història
Quan els musulmans van conquerir Telingana i es va enfonsar el regne de Warangal, la regió fou governada successivament pels bahmànides i els Kutubxàhides de Golconda. El 1687 fou annexionada a l'Imperi Mogol per Aurangzeb, del que va esdevenir independent el 1724 sota Asaf Jah I que va fundar l'Estat de Hyderabad.